# آدلوکوکاسئا
آدلوکوکاسئا (نام علمی: Adelococcaceae) نام یک تیره از زیررده زبرموسپرقارچان است.